# Liste der Außenminister der Republik Kosovo

Wappen der Republik Kosovo

Liste der Außenminister der Republik Kosovo  seit der Unabhängigkeit im Jahre 2008:
| Nr. der Amtszeit | Name                     | Amtsantritt       | Amtsende          | Staatsoberhaupt                 |
| ---------------- | ------------------------ | ----------------- | ----------------- | ------------------------------- |
| 1.               | Skënder Hyseni           | 3. April 2008     | 18. Oktober 2010  | Fatmir Sejdiu, Jakup Krasniqi   |
| 2.               | Vlora Çitaku             | 18. Oktober 2010  | 22. Februar 2011  | Jakup Krasniqi                  |
| 3.               | Enver Hoxhaj             | 22. Februar 2011  | 12. Dezember 2014 | Behgjet Pacolli, Jakup Krasniqi |
| 4.               | Hashim Thaçi             | 12. Dezember 2014 | 7. April 2016     | Jakup Krasniqi, Atifete Jahjaga |
| 5.               | Enver Hoxhaj             | 5. Juni 2016      | 2. August 2017    | Hashim Thaçi                    |
| 6.               | Behgjet Pacolli          | 9. September 2017 | 3. Februar 2020   | Hashim Thaçi                    |
| 7.               | Glauk Konjufca           | 3. Februar 2020   | 3. Juni 2020      | Hashim Thaçi                    |
| 8.               | Meliza Haradinaj-Stublla | 3. Juni 2020      | 22. Juni 2021     | Hashim Thaçi, Vjosa Osmani      |
| 9.               | Donika Gërvalla-Schwarz  | 22. Juni 2021     | amtierend         | Glauk Konjufca                  |